# Eyalato de Mosul
El eyalato de Mosul (en turco otomano: ایالت موصل; Eyālet-i Mūṣul‎) fue un eyalato del Imperio otomano. Su área reportada en el siglo XIX era de 7832 millas cuadradas (20 284,9 km²). El eyalato estaba habitado en gran parte por kurdos.

## Historia
El sultán Selim I derrotó al ejército del sah Ismail en la batalla de Chaldiran, pero no fue hasta 1517 que los ejércitos otomanos ganaron el control de Mosul, que siguió siendo una ciudad de guarnición fronteriza hasta la captura de Bagdad en 1534. El eyalato se estableció en 1535. Mosul se convirtió entonces en una de las tres unidades territoriales administrativas otomanas de Irak.

## Divisiones administrativas
Sanjacados de Mosul en el siglo XVII:
1. Sanjacado de Bajwanli
2. Sanjacado de Tekrit
3. Sanjacado de Eski Mosul (Nínive)
4. Sanjacado de Harú